# Marta Sahagún

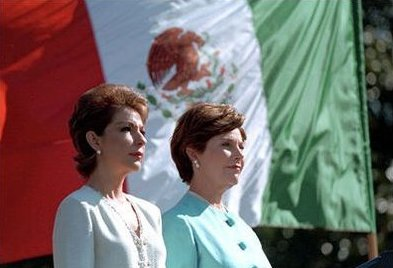
Marta Sahagún (l) en Laura Bush (r)

Marta Sahagún de Fox, geboren als Marta Sahagún Jiménez (Zamora, 10 april 1953) is een Mexicaans politica en de echtgenote van Vicente Fox, president van Mexico van 2000 tot 2006.
In 1971 trouwde ze met Manuel Bribiesca Godoy, met wie ze drie kinderen kreeg. In 1988 scheidde ze. In hetzelfde jaar werd ze lid van de Nationale Actiepartij, waarvoor ze in 1995 een mislukte poging deed om burgemeester van Celaya te worden. Kort daarna ontmoette ze Fox en werd ze zijn woordvoerder. Op 2 juli 2001 trouwden ze. Dit werd per ongeluk te vroeg aangekondigd door de Spaanse minister-president José María Aznar, die op staatsbezoek was. Er ontstonden geruchten over ruzie tussen Sahagúns en Fox' kinderen (ook Fox was eerder al getrouwd geweest) en er verschenen boeken over haar invloed op het presidentschap van Fox. In Mexico wordt ze wel gekscherend 'Martota' genoemd, een verwijzing naar Keizerin Carlota. Ook kwam zij in opspraak nadat de Argentijnse journaliste Olga Wornat in 2003 een boek publiceerde waarin zij beweerde dat de gebroeders Bribiesca, de zonen van Sahagúns eerste huwelijk, op onwettige wijze geprofiteerd zouden hebben van hun moeders politieke contacten. Sahagún spande een proces aan tegen Wornat, die daarvoor onder huisarrest werd geplaatst. Dit kwam Mexico op een veroordeling te staan van Verslaggevers Zonder Grenzen.
Zij bracht haar echtgenoot-president in verlegenheid door in juni 2004 te verkondigen dat zij overweegt zich kandidaat te stellen voor de volgende presidentsverkiezingen in 2006. Ze verklaarde nadien dat ze bedoelde dat "ook een vrouw" zich kandidaat kon stellen, en kondigde later aan dat ze ook daadwerkelijk geen presidentsambities heeft.